# Derrick St. John
Pour les articles homonymes, voir Saint-John.
Derrick St. John, né le 20 mars 1977 à Cornwall (Ontario), est un coureur cycliste canadien. Il participe à des compétitions sur route et en cyclo-cross,.

## Biographie
Derrick St. John pratique le cyclo-cross. Dans cette discipline, il est notamment monté à trois reprises sur le podium du championnat du Canada. Il a également représenté son pays lors de plusieurs éditions des championnats du monde et des championnats panaméricains. 
Lors du Tour de Beauce 2010, il se distingue en terminant deuxième de l'étape reine au mont Mégantic et septième du classement général. La même année, il finit troisième du Tour de Québec. En 2014 et 2015, il évolue au sein de l'équipe continentale Silber.

## Palmarès sur route

### Par année
- 2008
  - 3e du championnat du Canada du critérium
- 2009
  - 3e étape du Tour de Québec
- 2010
  - 3e du Tour de Québec
- 2011
  - 2e de la Classique Montréal-Québec Louis Garneau
  - 2e du championnat du Canada du critérium
- 2013
  - Tour de Bowness :
    - Classement général
    - 2e étape
- 2014
  - 2e de la Calabogie Road Classic
- 2015
  - Classement général du Tour de Bowness
- 2017
  - 1re étape du Tour de Bowness
  - 3e du Tour de Bowness
- 2017
  - 3e étape du Tour de Bowness
  - 3e du Tour de Bowness

## Palmarès en cyclo-cross
- 2008-2009
  - 3e du championnat du Canada de cyclo-cross
- 2009-2010
  - 2e du championnat du Canada de cyclo-cross
- 2012-2013
  - 3e du championnat du Canada de cyclo-cross